# Grdovtsi
Grdovtsi (en macédonien Грдовци) est un village de l'est de la Macédoine du Nord, situé dans la municipalité de Kotchani. Le village comptait 1288 habitants en 2002.

## Démographie
Lors du recensement de 2002, le village comptait :
- Macédoniens : 1286
- Valaques : 1
- Autres : 1